# 戈洛普
戈洛普，是匈牙利包尔绍德-奥包乌伊-曾普伦州所辖的一个村。总面积9.43平方公里，总人口575，人口密度61.0人/平方公里（2011年1月1日）。